# Benátky nad Jizerou
Benátky nad Jizerou (německy Benatek) jsou město v okrese Mladá Boleslav ve Středočeském kraji. Žije v nich přibližně 7 900 obyvatel. Město leží na rychlostní komunikaci mezi Prahou a Mladou Boleslaví. Dominantou města je zámek, v jehož areálu se nachází mimo jiné i muzeum hraček. Na zámku žil například slavný dánský hvězdář Tycho Brahe. Historické jádro města je od roku 1990 městskou památkovou zónou.

## Historie
První písemná zmínka o obci pochází z roku 1259. Městská práva byla přenesena ve 14. století ze Starých Benátek, kdy zde vzniklo nové město (Nové Benátky). V roce 1599 dostal slavný dánský alchymista a astronom Tycho Brahe od císaře Rudolfa II. nabídku, aby se ubytoval na některém císařském zámku v okolí Prahy. Kvůli příznivé poloze pro pozorování hvězd si vybral Benátky. Dostavbu zámku v té době vedl a dovršil císařský stavitel Giovanni Maria Filippi. Brahe si zde zařídil alchymistickou dílnu a ještě tentýž rok poslal císaři elixír proti moru. Začátkem února 1600 za Tychonem Brahe přijel další známý učenec Johannes Kepler. V 19. století na zámku působil v rodině Thunů jako učitel hudby i Bedřich Smetana. Ke sloučení Starých a Nových Benátek došlo v roce 1944.

### Rok 1932

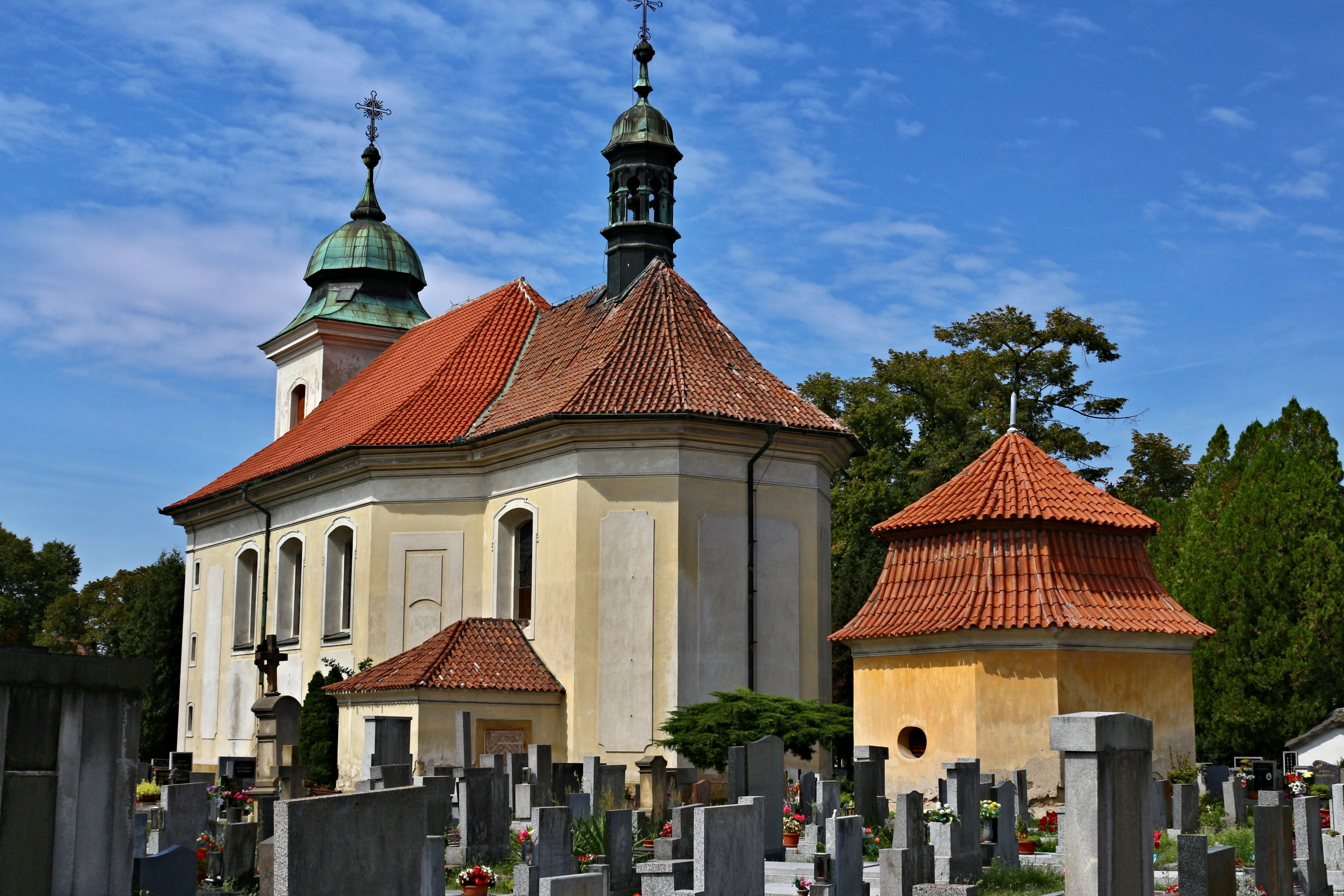
Kostel Nanebevzetí Panny Marie ve Starých Benátkách

Ve městě Nové Benátky s 2300 obyvateli v roce 1932 byly evidovány tyto úřady, živnosti a obchody:
- Instituce a průmysl: poštovní úřad, telegrafní úřad, telefonní úřad, okresní soud, berní úřad, četnická stanice, 2 katolické kostely, kostel československé církve, kostel českobratrské církve, synagoga, společenstvo dřevo a kov spracujících živností, 2 sbory dobrovolných hasičů, cihelna, továrna na výrobu karborunda, výroba pian, občanská záložna, okresní záložna, spořitelna.
- Služby (pouze výběr): 2 lékaři, zvěrolékař, 3 advokáti, notář, biograf Sokol, Lido-bio, 2 drogerie, fotoateliér, geometr, 2 hodináři, 11 hostinců, hotel U české koruny, houslař, obchod s hudebními nástroji, 3 kapelníci, kavárna, knihtiskárna, lázně, lékárna, 2 stavitelé, zlatník, zubní ateliér.

Ve vsi Staré Benátky (1595 obyvatel, poštovní úřad, telegrafní úřad, telefonní úřad, sbor dobrovolných hasičů, samostatná obec se později stala součástí spojených Benátek nad Jizerou) byly evidovány tyto úřady, živnosti a obchody: lékař, 2 autodopravci, bednář, Lido-Bio, cukrář, cukrovar, drátovna, továrna na karborundum a elektrit, výroba fotopřístrojů, geometr, 5 hostinců, malíř, 2 obchody s materiálním zbožím, sklad piva, sladovna, stavitel, šroubárna, velkostatek, zahradnictví.
Ve vsi Dražice (257 obyvatel, samostatná ves se později stala součástí Benátek nad Jizerou) byly evidovány tyto živnosti a obchody: 2 elektrárny, elektrozávod, holič, hospodářské družstvo, 3 hostince, konsum, výroba kyslíku, 2 mlýny, 4 rolníci, obchod se smíšeným zbožím, spořitelní a záložní spolek, trafika, velkostatek.
Ve vsi Kbel (706 obyvatel, samostatná ves se později stala součástí Benátek nad Jizerou) byly evidovány tyto živnosti a obchody: 2 holiči, 4 hostince, kolář, kovář, obuvník, pekař, provazník, 2 rolníci, řezník, obchod se smíšeným zbožím, trafika, truhlář, obchod s uhlím.
V obci Obodř (530 obyvatel, samostatná obec se později stala součástí Benátek nad Jizerou) byly v roce 1932 evidovány tyto živnosti a obchody: 2 holiči, 2 hostince, 2 jednatelství, konsum Včela, krejčí, 2 malíři, mlýn, obuvník, stáčírna lahvového piva, 2 řezníci, 2 obchody s materiálním zbožím, švadlena, 2 trafiky, obchod s uhlím.

### Další vývoj
Od roku 1990 stál v čele Benátek nad Jizerou starosta Jaroslav Král. Město vedl nepřetržitě v průběhu osmi volebních období, až do své smrti v červenci 2018.

## Obyvatelstvo
| Rok            | 1869  | 1880  | 1890  | 1900  | 1910  | 1921  | 1930  | 1950  | 1961  | 1970  | 1980  | 1991  | 2001  | 2011  | 2021  |
| -------------- | ----- | ----- | ----- | ----- | ----- | ----- | ----- | ----- | ----- | ----- | ----- | ----- | ----- | ----- | ----- |
| Počet obyvatel | 3 734 | 4 625 | 4 453 | 4 706 | 5 072 | 5 236 | 5 301 | 5 278 | 5 840 | 5 931 | 7 104 | 6 614 | 6 648 | 7 357 | 7 445 |
| Počet domů     | 501   | 559   | 593   | 699   | 823   | 916   | 1 137 | 1 342 | 1 326 | 1 298 | 1 244 | 1 412 | 1 453 | 1 620 | 1 719 |

## Městská správa

### Územněsprávní začlenění
Dějiny územněsprávního začleňování zahrnují období od roku 1850 do současnosti. V chronologickém přehledu je uvedena územně administrativní příslušnost města v roce, kdy ke změně došlo:
- 1850 země česká, kraj Jičín, politický okres Nymburk, soudní okres Nové Benátky[13]
- 1855 země česká, kraj Mladá Boleslav, soudní okres Nové Benátky[13]
- 1868 země česká, politický okres Mladá Boleslav, soudní okres Nové Benátky[13]
- 1937 země česká, politický okres Mladá Boleslav expozitura Nové Benátky, soudní okres Nové Benátky[14]
- 1939 země česká, Oberlandrat Jičín, politický okres Mladá Boleslav expozitura Nové Benátky, soudní okres Nové Benátky[15]
- 1942 země česká, Oberlandrat Praha, politický okres Brandýs nad Labem, soudní okres Nové Benátky[16]
- 1945 země česká, správní okres Mladá Boleslav, expozitura a soudní okres Benátky nad Jizerou[17]
- 1949 Pražský kraj, okres Mladá Boleslav[18]
- 1960 Středočeský kraj, okres Mladá Boleslav[19]

### Části města
- Benátky nad Jizerou I (Nové Benátky)
- Benátky nad Jizerou II (Staré Benátky)
- Benátky nad Jizerou III (Obodř)
- Dražice
- Kbel

Dříve samostatná osada Podolec je po roce 1900 vykazována již jako součást Nových Benátek.

### Městské symboly
Znak a vlajka byly obci uděleny rozhodnutím předsedy Poslanecké sněmovny Parlamentu České republiky dne 3. dubna 1996.

## Doprava

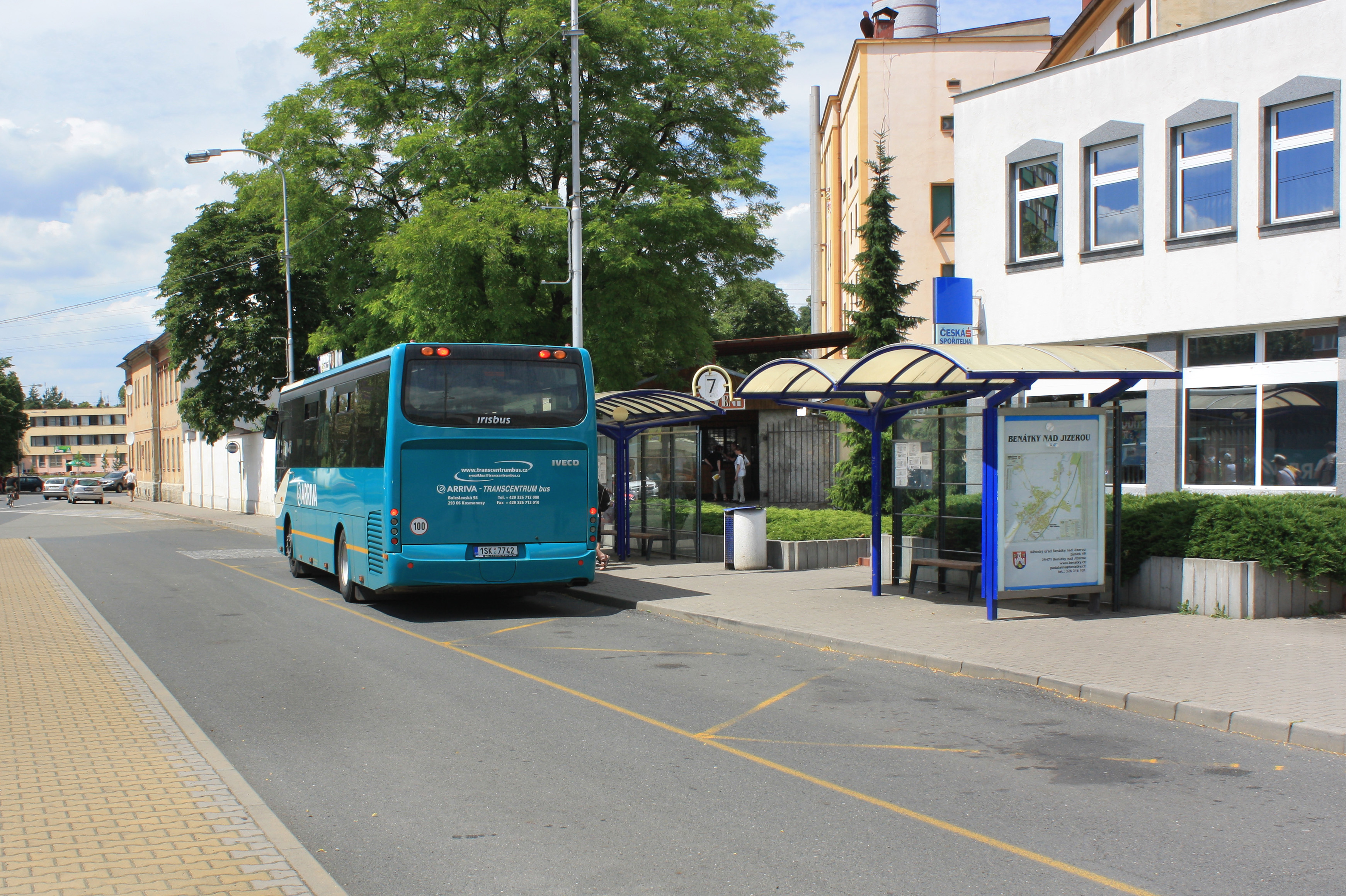
Autobusové nádraží ve Starých Benátkách

### Silniční doprava
Okolo zastavěné části města vede dálnice D10 Praha – Mladá Boleslav – Turnov s exitem 27.
Městem procházejí silnice II/272 Český Brod – Lysá nad Labem – Benátky nad Jizerou – Bezno – Bělá pod Bezdězem a silnice II/610 Praha – Brandýs nad Labem-Stará Boleslav – Benátky nad Jizerou – Mladá Boleslav – Turnov.

### Železniční doprava
Železniční trať ani stanice na území města nejsou. Nejblíže městu je železniční zastávka (dřívější železniční stanice) Zdětín u Chotětova (původním názvem Chrastecký Dvůr) ve vzdálenosti čtyři kilometry ležící na železniční trati Praha–Turnov v úseku z Neratovic do Mladé Boleslavi. Do stanice byla v minulosti zapojena vlečka cukrovaru Benátky nad Jizerou a továrny Karborundum (výrobny brusiv – karborunda), vedená údolím západně od zastavěné části Zdětína; po zrušení vlečky je po jejím tělese od 15. dubna 2009 vedena stezka pro cyklisty tři metry široká a 4,2 kilometru dlouhá.

### Autobusová doprava
Městem projížděla o sobotách a o nedělích v červnu 2011 dálková autobusová linka Praha-Jičín-Jilemnice-Rokytnice nad Jizerou (2 spoje tam i zpět) (dopravce ČSAD Střední Čechy, a.s.).
Z města vedly v květnu 2011 příměstské autobusové linky do těchto cílů: Bělá pod Bezdězem, Brandýs nad Labem-Stará Boleslav, Lysá nad Labem, Milovice, Mladá Boleslav, Mnichovo Hradiště, Praha (dopravci ČSAD Střední Čechy, a.s. a TRANSCENTRUM bus, s.r.o.). Od roku 2016 je zde nově i Pražská integrovaná doprava.

## Vzdělání

### Školy
Ve městě se nachází 2 základní školy. Dále 1 soukromá škola. A také jedna speciální základní škola.
- 1. ZŠ Benátky nad Jizerou Husovo náměstí 55
- 2. ZŠ Benátky nad Jizerou Pražská 135
- Základní škola Otevřeno
- Základní škola nám. 17. listopadu

### Mateřské školy
- Mš Jizerka a její odloučená pracoviště
- Poupátko
- Hastrmánek
- Mateřídouška
- Růženka
- Pampeliška

## Pamětihodnosti

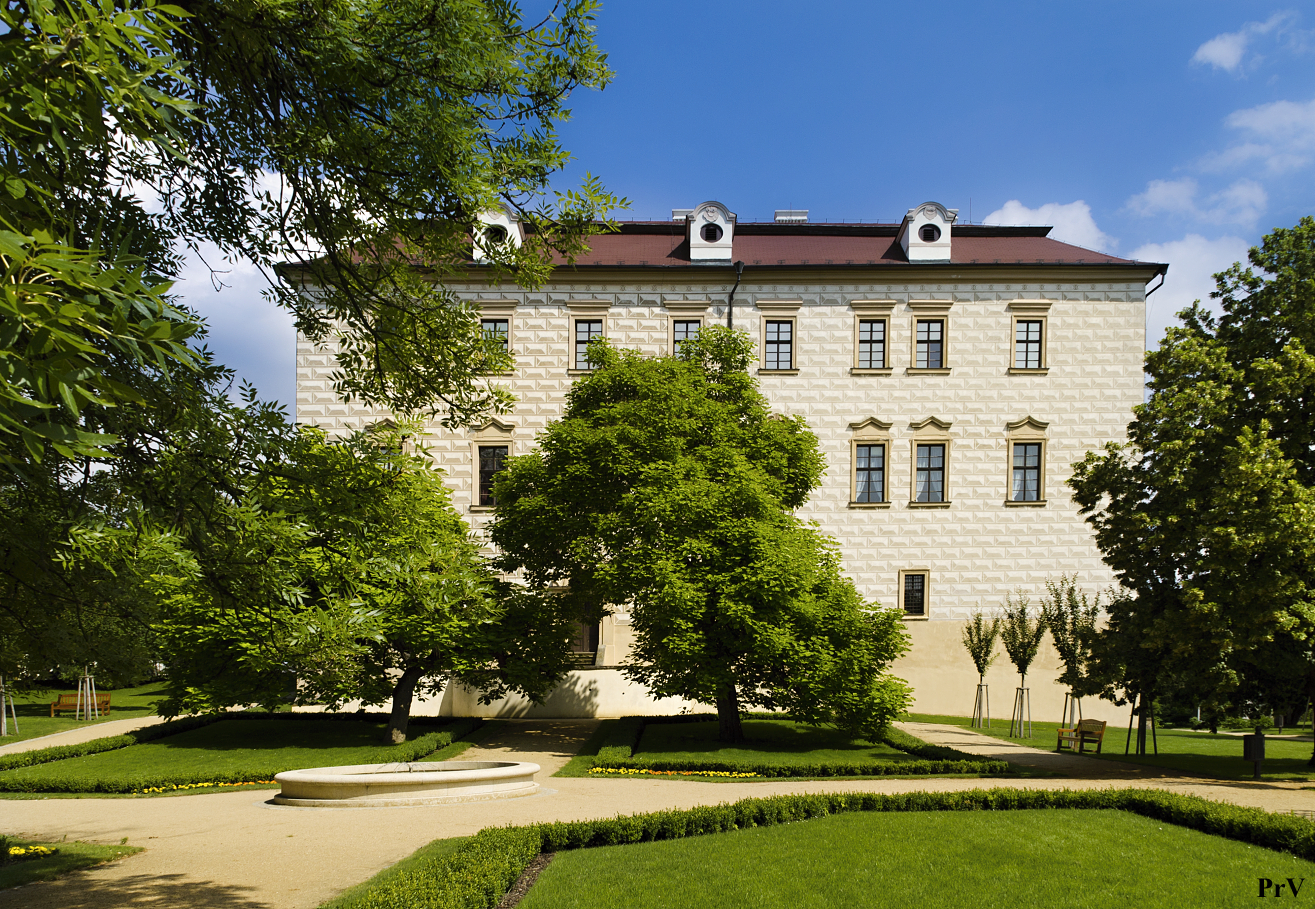
Zámek v Benátkách nad Jizerou

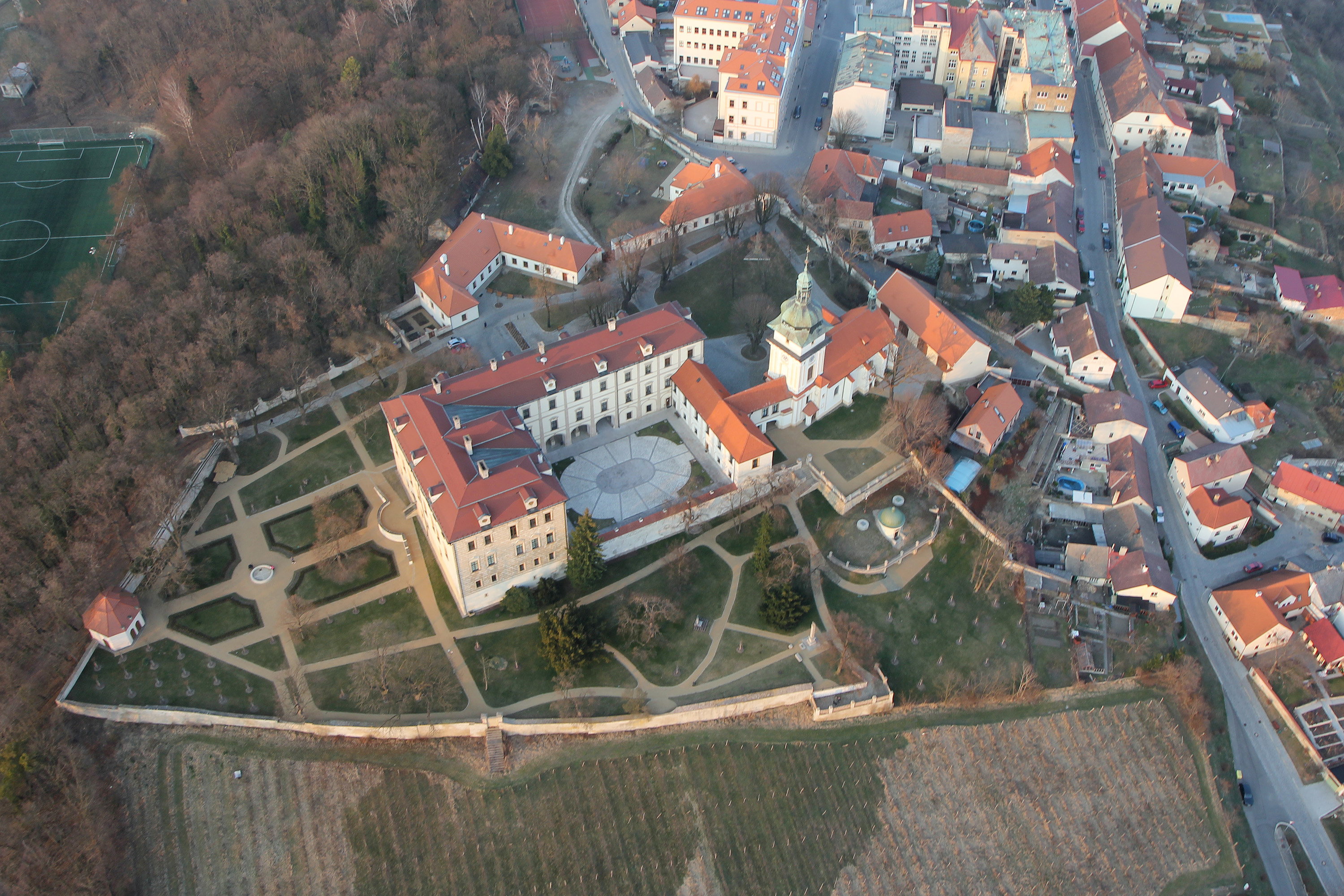
Letecký pohled na benátecký zámek

- Zámek – renesanční, barokně přestavěný s expozicí věnovanou Tychonu Brahemu. V přízemí zámku sídlí od roku 1999 Muzeum historických hraček[22]
- Obecní dům od architekta Jiřího Krohy
- Kostel Narození Panny Marie – spojený se zámkem, původně klášterní[23][24]
- Kostel sv. Máří Magdalény – děkanský, původně bratrská modlitebna
- Areál děkanství (čp. 70)
- Kaple svaté Rodiny – na Husově náměstí
- Vodárenská věž (stará) u čp. 3 ze 16. století
- Kostel Nanebevzetí Panny Marie – rokokový, na hřbitově ve Starých Benátkách
- Přírodní památka Slepeč v k. ú. obce

## Významní rodáci
- František Benda (1709–1786), houslový virtuos, skladatel období klasicismu
- Jan Jiří Benda (1713–1752), houslista a skladatel období klasicismu
- Jiří Antonín Benda (1722–1795), skladatel období klasicismu
- Josef Benda (1724–1804), houslista a kapelník královské kapely v Berlíně
- Anna Františka Hatašová rozená Bendová (1728–1781), operní pěvkyně
- Jana Janatová (* 1968), herečka, baletka a podnikatelka
- Zdeněk Kalista (1900–1982), historik, básník, literární kritik
- Jan z Klenové a Janovic (1758–1819), rakouský polní maršál (Johann von Klenau)
- Marie Krupičková (1909–1997), pilotka, radiotelegrafistka, 1. Češka, která uskutečnila samostatný padákový seskok
- Karel Novák (1867–1941), profesor stavby elektrických strojů a rektor ČVUT
- Jaroslav Vancl (1890–1980), podnikatel, vynálezce stavebnice Merkur
- Arnošt Vaněček (1900–1983), spisovatel
- James Cole (1984), rapper, zpěvák, překladatel, jedna ze zásadních osobností české hip-hopové subkultury

## Benátky ve filmu
Benátky nad Jizerou jsou oblíbeným místem filmařů. Jejich hlavním cílem je převážně místní část Nové Benátky s dominantou Husova náměstí.
Natáčely se zde filmy a seriály Vyprávěj, Rodáci, Rodinná pouta, Český Robinson, Prima sezóna, Petrolejové lampy, Dobří holubi se vracejí, Bekyně mniška atd. V květnu roku 2014 zde televize Prima natáčela seriál Svatby v Benátkách. Od roku 2015 se zde točil seriál TV Prima s názvem Ohnivý kuře.

## Partnerská města
- Hustopeče, Česko
- Modra, Slovensko
- Reinsdorf, Německo
- Roßdorf, Německo

## Další fotografie

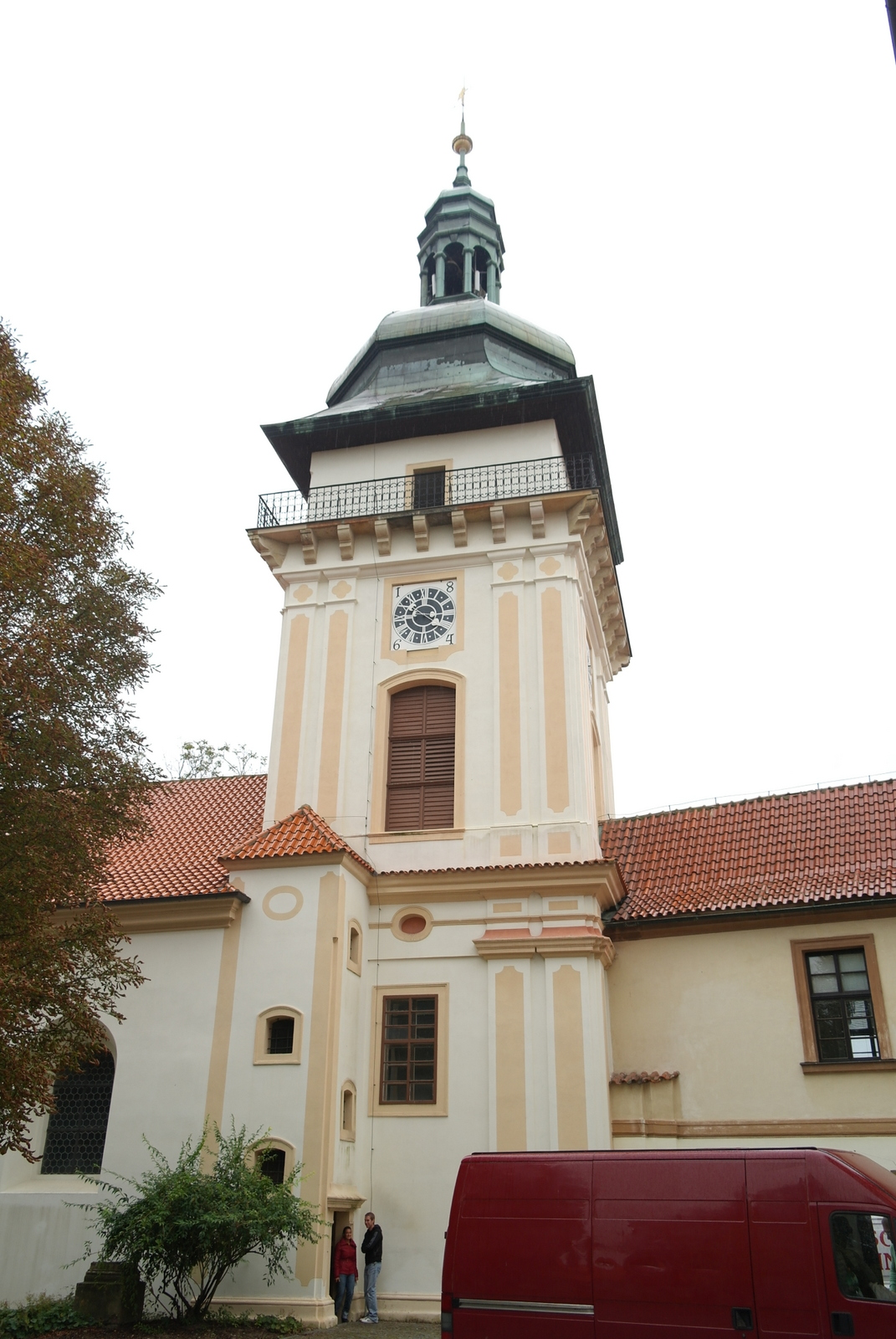
Věž zámeckého kostela Narození Panny Marie
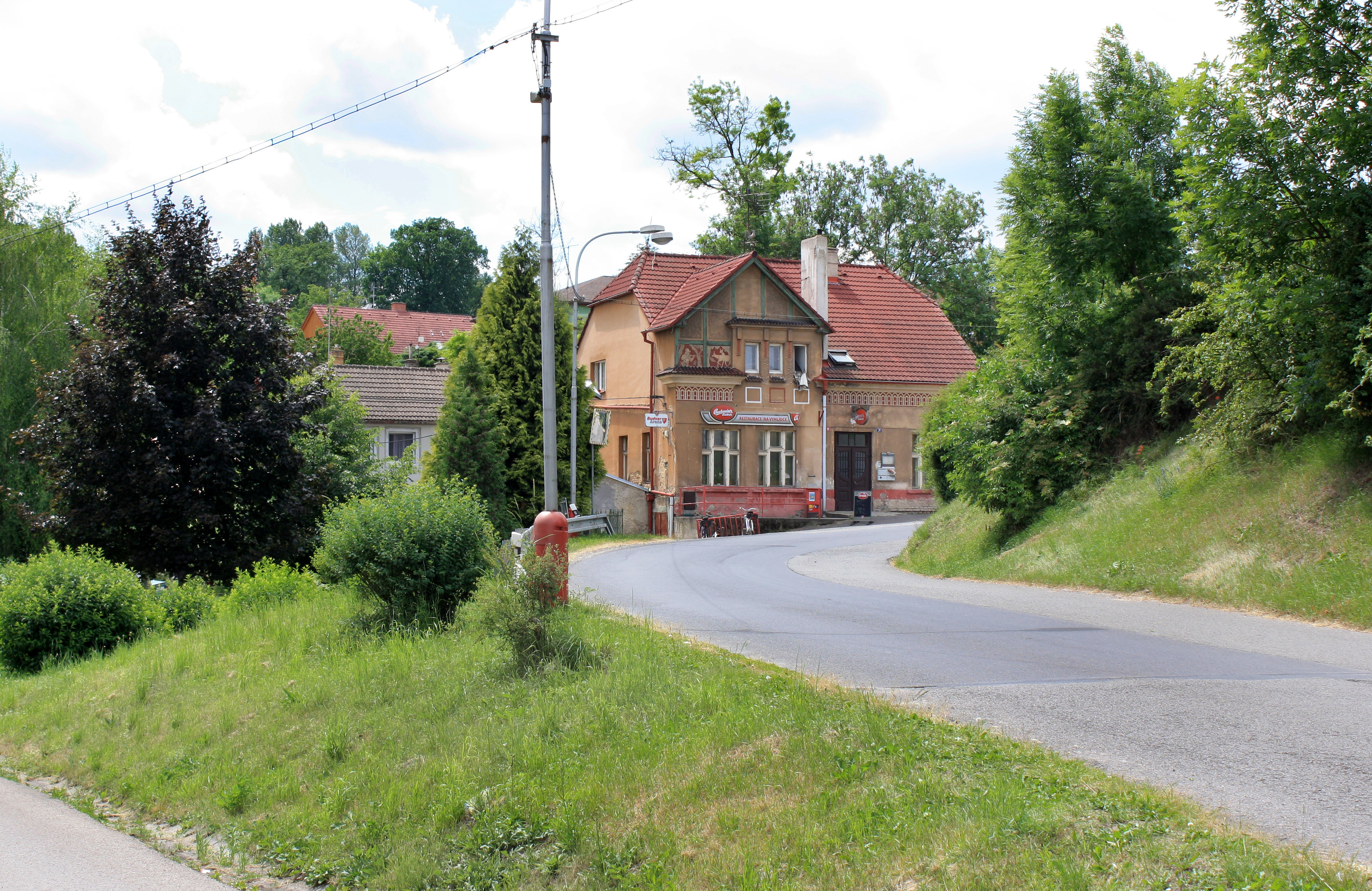
Mělnická ulice v místní části Obodř
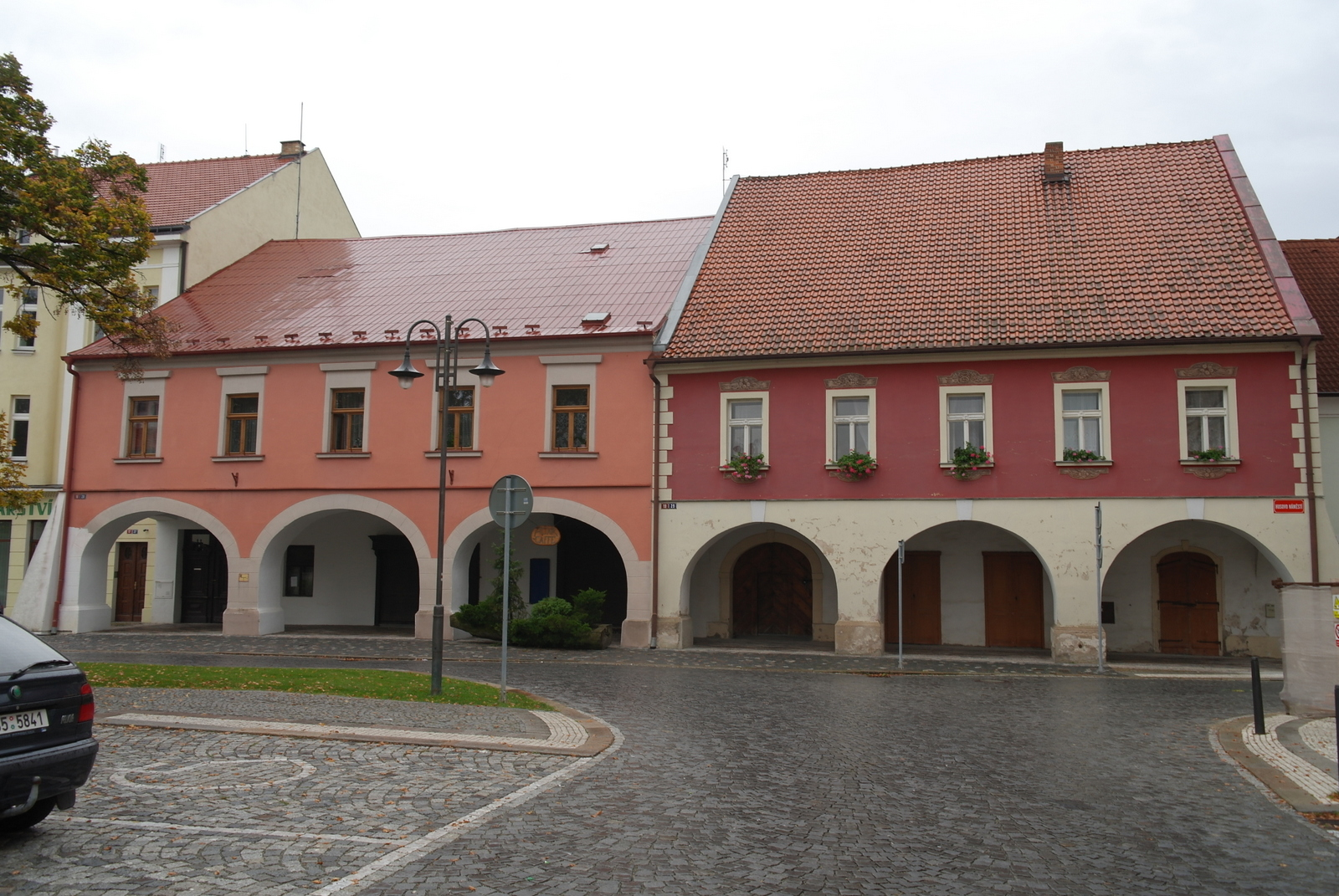
Měšťanské domy na Husově náměstí